# Zhaojue
Zhaojue, också känt som Chaokioh, är ett härad i Liangshan, en autonom prefektur för yi-folket i Sichuan-provinsen i sydvästra Kina.